# Coesfeld (stad)
Coesfeld (spreek uit: Koosfelt) is een stad in de Duitse deelstaat Noordrijn-Westfalen, gelegen in de Kreis Coesfeld. De stad telt 36.182 inwoners (31 december 2020) op een oppervlakte van 141,39 km². Naburige steden zijn onder andere Billerbeck, Dülmen en Lüdinghausen.

## Indeling van de gemeente

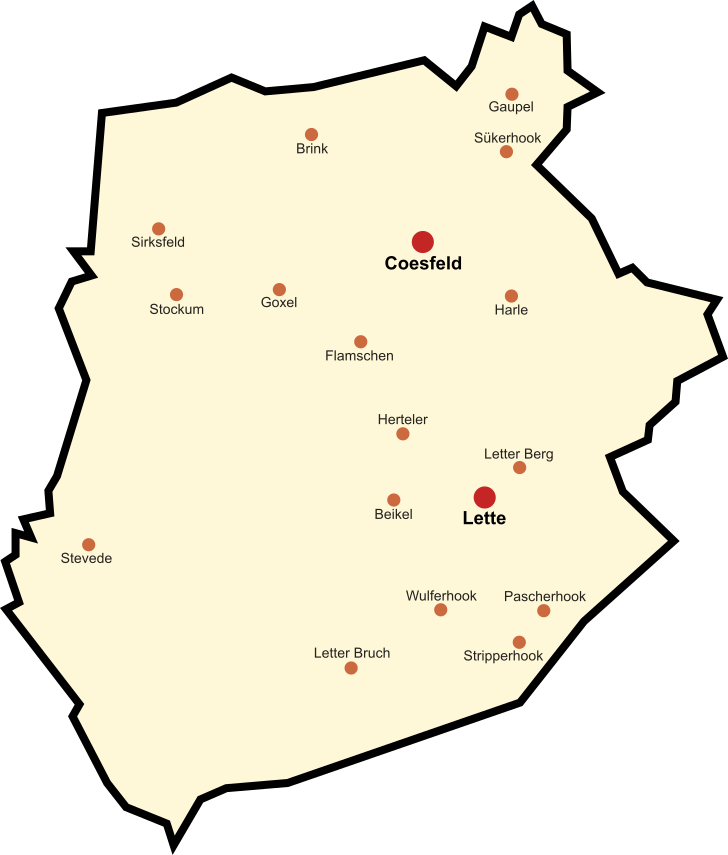
Stadsdelen ( rood) en gehuchten (oranje)

De gemeente bestaat uit de stad Coesfeld en het ten zuiden daarvan gelegen dorp Lette, en daarnaast een groot aantal omliggende Bauerschaften (buurtschappen of gehuchten). Zie kaartje.

## Aangrenzende gemeenten
| Aangrenzende gemeenten | Aangrenzende gemeenten | Aangrenzende gemeenten | Aangrenzende gemeenten | Aangrenzende gemeenten |
| ---------------------- | ---------------------- | ---------------------- | ---------------------- | ---------------------- |
|                        |                        |                        |                        | Rosendahl Billerbeck   |
|                        |                        |                        |                        |                        |
| Gescher                | Nottuln                |                        |                        |                        |
|                        |                        |                        |                        |                        |
| Reken                  |                        |                        |                        | Dülmen                 |

## Geschiedenis
De plaats wordt voor het eerst vermeld in een document, volgens hetwelk Ludger in het jaar 809 in de St. Lambertuskerk te Coesfeld gepreekt zou hebben. In 1197 verkreeg de plaats stadsrechten van de bisschop van Münster, die in die tijd ook de wereldlijke macht over het Münsterland uitoefende. In de 16e eeuw gingen relatief veel Coesfelders over tot de protestantse leer. In 1534 was de stad zelfs korte tijd in handen van de wederdopers.
Coesfeld had, onder andere door militaire bezetting, veel te lijden gedurende de Dertigjarige Oorlog (1618-1648). Daarna werd de invloed van de katholieke geestelijkheid, onder andere van de jezuïeten, zeer sterk. Door ongunstige economische en landbouwomstandigheden raakte de stad gedurende de 18e eeuw in sterk verval. Later werd Coesfeld als regionaal verkeersknooppunt (voornamelijk spoorwegen) weer belangrijker. In april 1945 werd Coesfeld door geallieerde bombardementen op de kerkgebouwen na vrijwel geheel verwoest.

## Stedenbanden
Vanuit de stad Coesfeld wordt een stedenband onderhouden met:
- De Bilt (Nederland)
- Mieścisko (Polen)

## Economie en verkeer
De stad is een regionaal verkeersknooppunt. De autosnelweg A31 Emden-Bottrop loopt op 8 km afstand langs de stad. De uitbouw van een net van lokaal- en light rail-spoorlijnen, met Coesfeld als middelpunt, is in volle gang. Onder andere kan men per trein naar Billerbeck, Dortmund, Münster en Enschede. Coesfeld heeft enige industrie, onder andere zuivel-, meubel- en vleesverwerkende industrie, en verder van regionaal belang zijnde nijverheid.

## Cultuur en toerisme
- De Lambertikerk is gebouwd in gotische stijl. De toren dateert echter pas uit het eind van de 17e eeuw.
- In deze kerk wordt het Coesfelder Kreuz, een 3 meter hoog crucifix bewaard, waarin zich een veel vereerde relikwie bevindt: een splinter hout, die afkomstig zou zijn van het kruis, waaraan Jezus Christus zou zijn gestorven. Jaarlijks vindt in september een Heilig-Kruisommegang, een grote processie, plaats.
- Diverse gebouwen, waaronder twee stadspoorten, uit de 15e- 19e eeuw zijn na de verwoestingen in de Tweede Wereldoorlog herbouwd.
- Ten oosten van de stad ligt de Coesfelder Berg, een 100 m. hoge uitloper van de Baumberge, met mooi uitzicht.
- De grond onder de stad en ten oosten daarvan is een geologisch interessante, uit het Krijt daterende, kalksteenlaag, waarin zich veel fossielen bevinden.

## Geboren
- Anna Aehling (2001), voetbalster

## Afbeeldingen

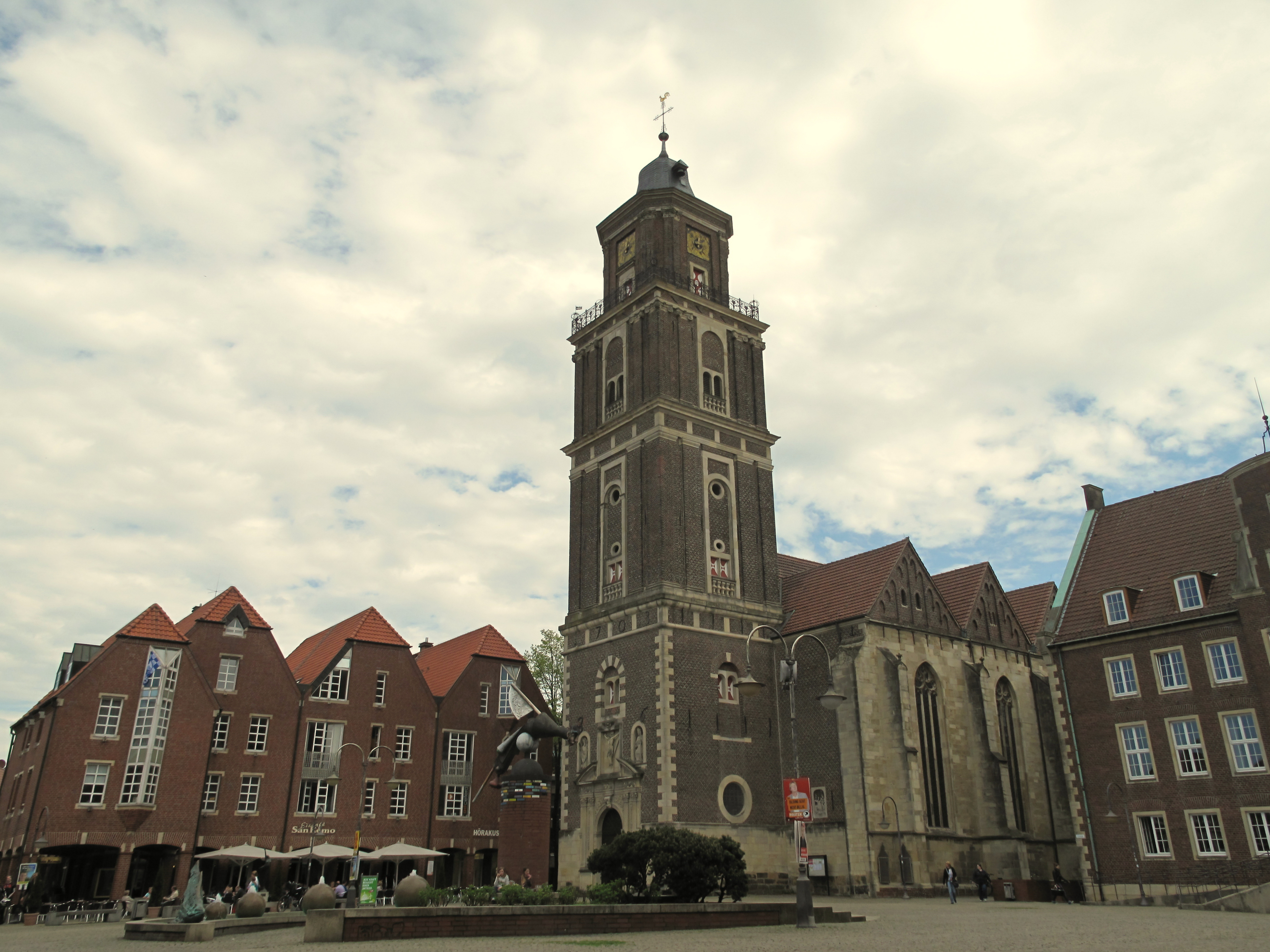
Sankt Lambertikirche
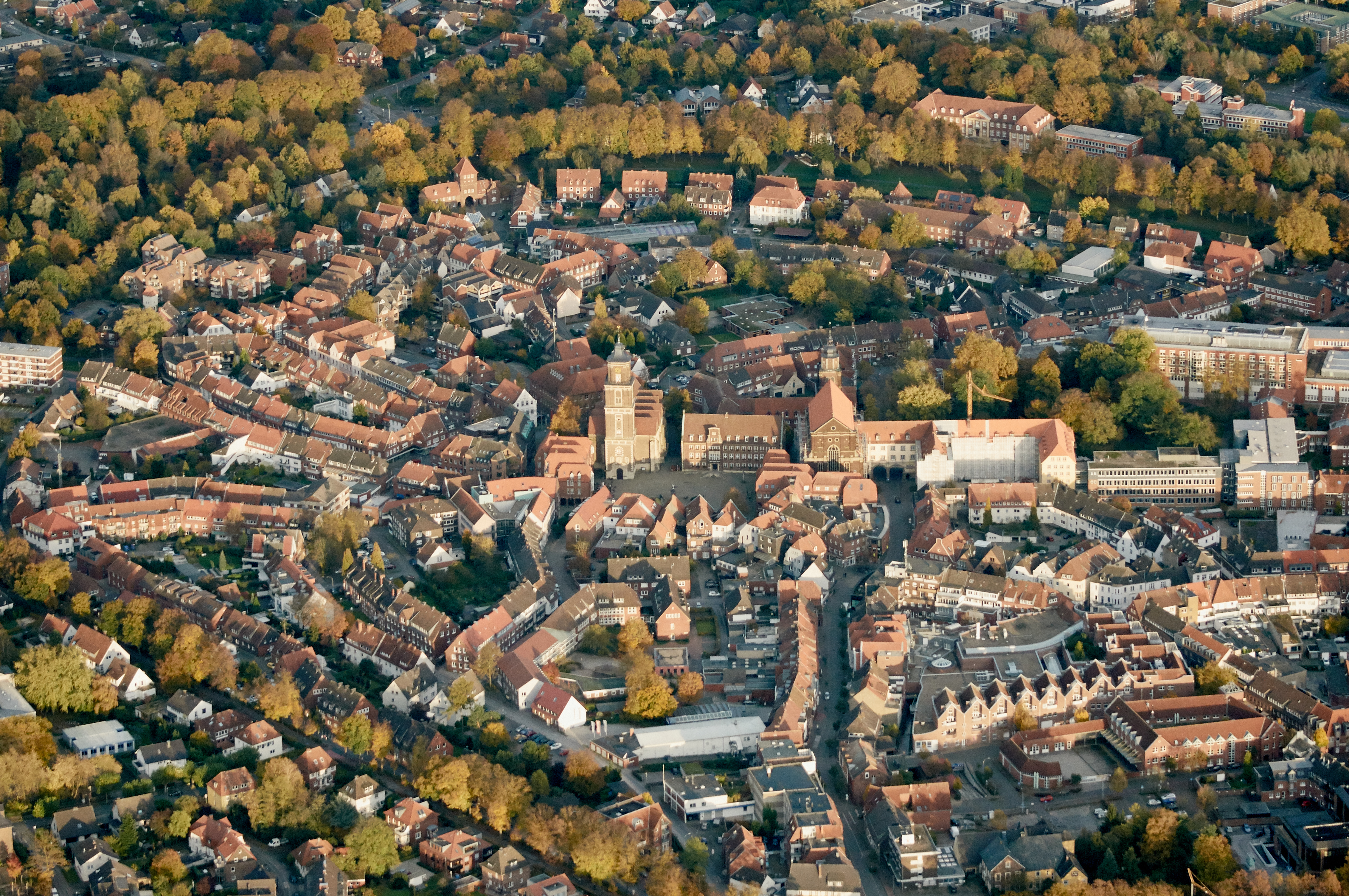
Centrum
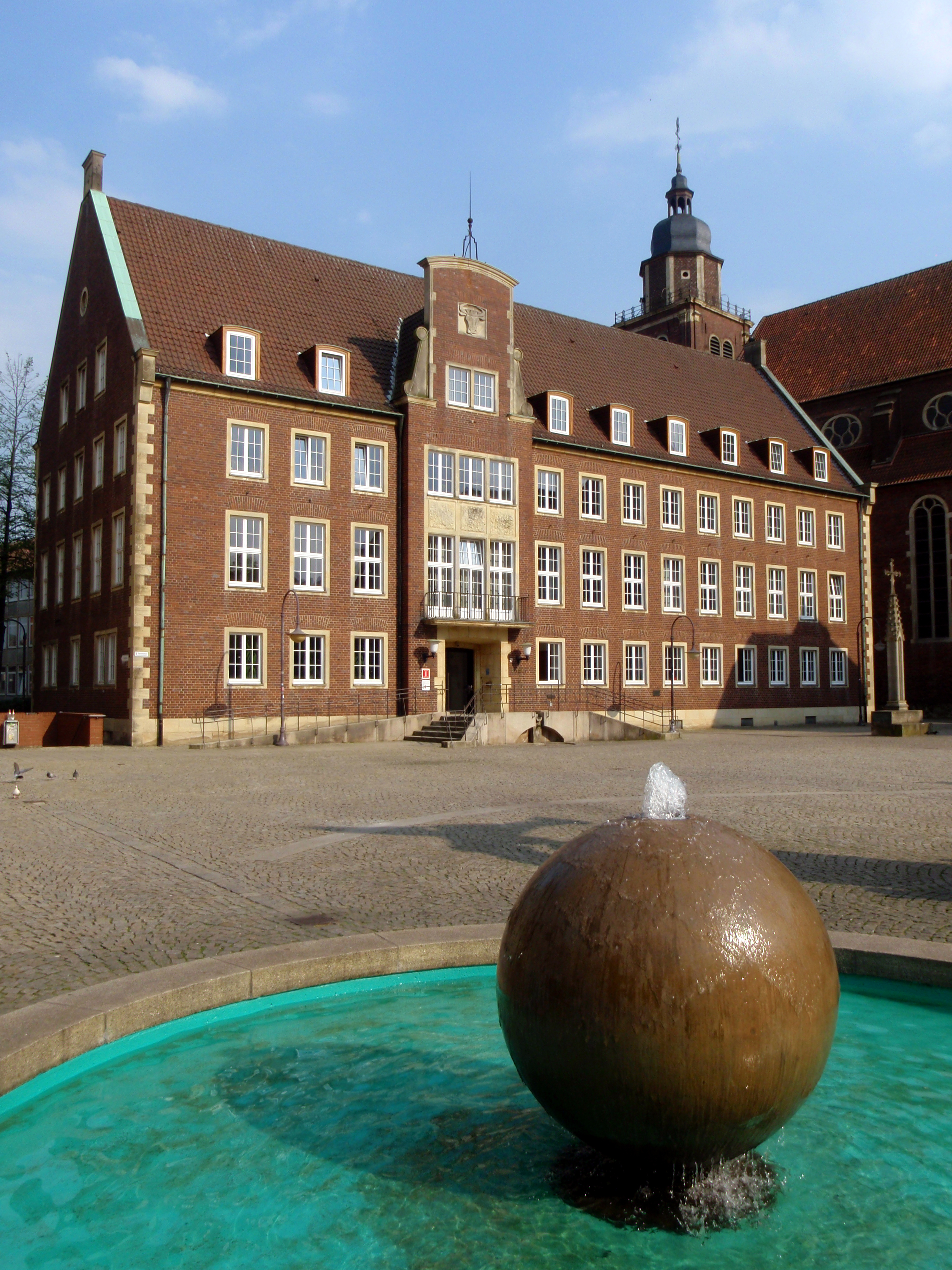
Gemeentehuis
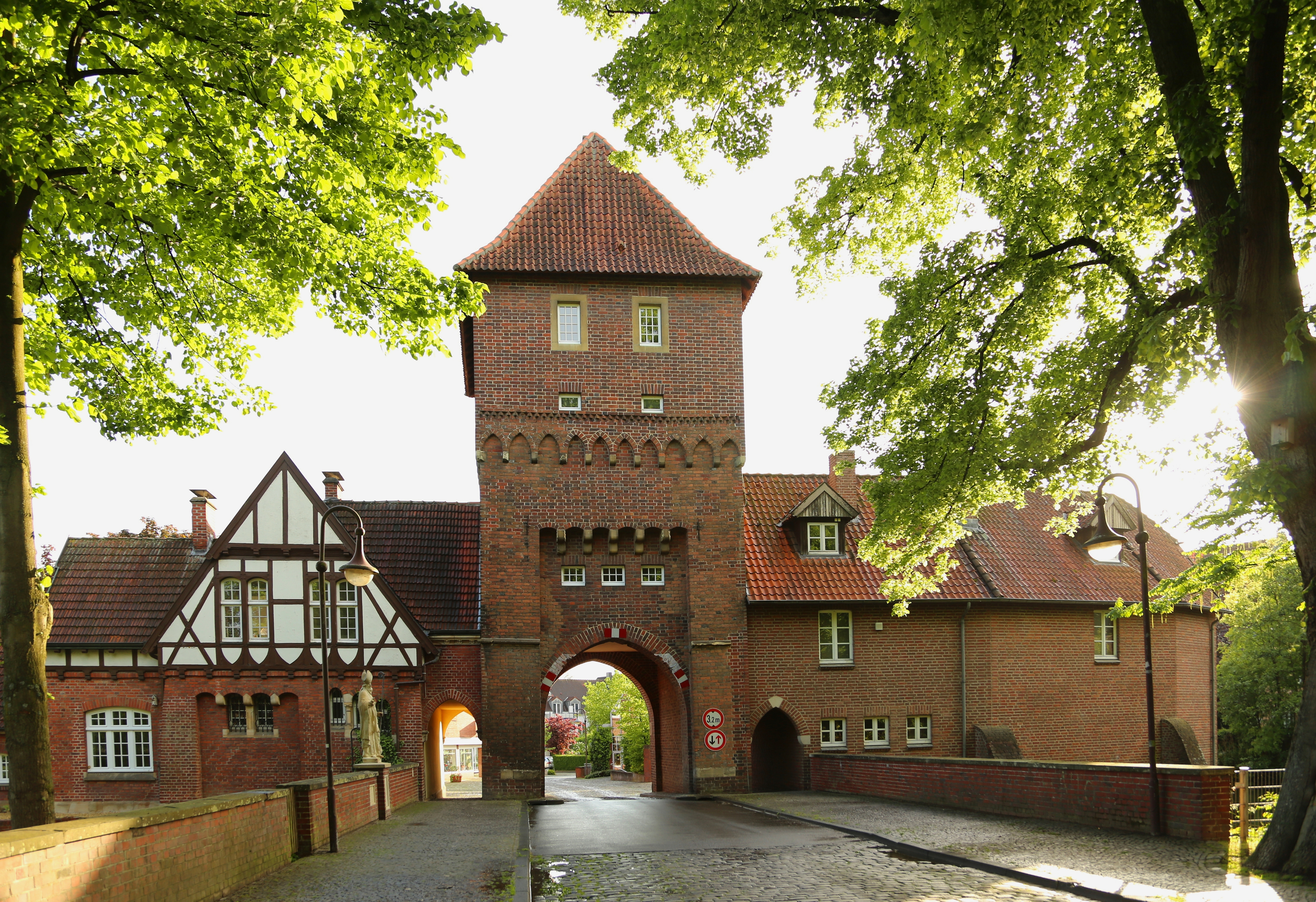
Walkenbrückentor

Andere hanzen: Vlaamse Hanze van Londen · Hanze der XVII steden
Ascheberg · Billerbeck · Coesfeld · Dülmen · Havixbeck · Lüdinghausen · Nordkirchen · Nottuln · Olfen · Rosendahl · Senden